# Erifile
Erifile (en grec antic Ἐριφύλη) va ser segons la mitologia grega una heroïna, filla de Tàlau, rei d'Argos i germana d'Adrast.
Quan Adrast es va reconciliar amb Amfiarau, cosí seu, va segellar aquesta reconciliació amb el matrimoni entre Erifile i Amfiarau. Van tenir quatre fills, dos nois, Alcmeó i Amfíloc i dues noies, Eurídice i Demonassa.
Amfiarau, cridat per Adrast, aliat de Polinices, per a participar en l'expedició dels set cabdills contra Tebes, al principi es negà a participar-hi, ja que, com que era endeví, sabia que hi moriria. Però en el moment de casar-se s'havia compromès a acceptar l'arbitratge de la seva esposa en el cas que sortís algun conflicte amb Adrast. Amfiarau li explicà la qüestió, però Erifile no va prendre cap decisió. Es va deixar subornar per Polinices, que li donà el collar d'Harmonia. Anfiarau, en el moment de marxar, va jurar que els seus fills el venjarien. Més endavant, quan es preparava l'expedició dels Epígons, Erifile obligà de la mateixa manera el seu fill Alcmeó a posar-se davant de l'exèrcit. Aquesta vegada la va subornar Tersandre, fill de Polinices, oferint-li el vel d'Harmonia. Però Alcmeó, quan va tornar de la campanya, matà la seva mare i consagrà el collar i el vel al santuari de Delfos.